# پاتریس آلگان
پاتریس آلگان (فرانسوی: Patrice Halgand‎؛ زادهٔ ۲ مارس ۱۹۷۴) دوچرخه‌سوار اهل فرانسه است.